# Bougara (distrito)
Bougara é um distrito localizado na província de Blida, Argélia, e cuja capital é a cidade de mesmo nome, Bougara. Segundo o censo de 1998, a população total do distrito era de 63 253 habitantes.[carece de fontes?]

## Municípios
O distrito está dividido em três municípios:
- Bougara
- Hammam Melouane
- Ouled Selama